# Cirillo Makarios
Giorgio Makarios (Scenaineh, 9 febbraio 1867 – Beirut, 18 maggio 1921) è stato un patriarca cattolico egiziano, patriarca di Alessandria dei Copti (ovvero primate della Chiesa cattolica copta) con il nome di Cirillo (Kyrillos).

## Biografia
Nato nel 1867 a Scenaineh, villaggio nei pressi di Assiut, venne ordinato sacerdote nel 1891. Frequentò i corsi di filosofia e di teologia nel seminario orientale di Beirut in Libano. Il 15 marzo 1895 fu promosso dalla Santa Sede a vicario apostolico per i fedeli di rito copto; fu ordinato vescovo il 17 aprile successivo per le mani del delegato apostolico, il Francescano Guido Corbelli, con il titolo di Cesarea di Filippo.
Nel mese di settembre 1895 Cirillo Makarios guidò una delegazione di copti cattolici a Roma, per incontrare papa Leone XIII, che in più occasioni aveva mostrato benevolenza e simpatia per le Chiese cattoliche orientali, e che l'11 giugno precedente aveva indirizzato a tutti i cattolici copti la lettera apostolica Unitatis christianae. Nell'udienza Cirillo domandò espressamente al papa la restaurazione del patriarcato copto cattolico, già eretto dal suo predecessore Leone XII nel 1824, ma la cui decisione era rimasta senza effetto.
Il 26 novembre 1895 Leone XIII pubblicò la bolla Christi Domini, con la quale rifondò il patriarcato cattolico copto di Alessandria, con l'erezione di tre eparchie: l'eparchia di Luxor e l'eparchia di Minya, suffraganee dell'eparchia di Alessandria. La sede patriarcale tuttavia rimase vacante fino al concistoro del 19 giugno 1899, durante il quale Cirillo Makarios fu nominato patriarca della Chiesa cattolica copta.
Nel 1897, grazie ad una importante donazione di papa Leone XIII, era stato aperto il seminario patriarcale di Tahta. Nel 1898 Cirillo indisse ad Alessandria un sinodo della chiesa cattolica copta, per gettare le basi della fondazione della sua Chiesa. Dopo il suo insediamento come patriarca (luglio 1899) continuarono i suoi sforzi per organizzare le diocesi e le comunità cattoliche. Ma le difficoltà che dovette affrontare lo costrinsero a dare le dimissioni, accettate dalla Santa Sede il 30 maggio 1908.
Si ritirò a Beirut, dove visse come Patriarca emerito fino alla sua morte, il 18 maggio 1921, all'età di soli 54 anni.
Dopo il suo ritiro, Roma non nominò più un patriarca sulla sede cattolica copta, che fu governata da amministratori patriarcali fino al 1947.

## Genealogia episcopale e successione apostolica
La genealogia episcopale è:
- Cardinale Scipione Rebiba
- Cardinale Giulio Antonio Santori
- Cardinale Girolamo Bernerio, O.P.
- Arcivescovo Galeazzo Sanvitale
- Cardinale Ludovico Ludovisi
- Cardinale Luigi Caetani
- Cardinale Ulderico Carpegna
- Cardinale Paluzzo Paluzzi Altieri degli Albertoni
- Papa Benedetto XIII
- Papa Benedetto XIV
- Papa Clemente XIII
- Cardinale Marcantonio Colonna
- Cardinale Giacinto Sigismondo Gerdil
- Cardinale Giulio Maria della Somaglia
- Cardinale Carlo Odescalchi, S.I.
- Cardinale Costantino Patrizi Naro
- Cardinale Lucido Maria Parocchi
- Arcivescovo Guido Corbelli, O.F.M.
- Patriarca Cirillo Makarios

La successione apostolica è:
- Vescovo Ignazio Gladès Berzi (1896)
- Vescovo Joseph-Maxime Sedfaoui (1896)